# Gymnura
A Gymnura a porcos halak (Chondrichthyes) osztályának sasrájaalakúak (Myliobatiformes) rendjébe, ezen belül a Gymnuridae családjába tartozó egyetlen nem.

## Tudnivalók
A Gymnura-fajok előfordulási területe magába foglalja az Atlanti-, az Indiai- és a Csendes-óceánok tengerpart menti vizeit. Fajtól függően az úszófesztávolságuk 31-400 centiméter közöttire tehető.

## Rendszerezés
A nembe az alábbi 16 élő faj tartozik:
- Gymnura afuerae (Hildebrand, 1946)
- Gymnura altavela (Linnaeus, 1758)
- Gymnura australis (Ramsay & Ogilby, 1886)
- Gymnura bimaculata (Norman, 1925)
- Gymnura crebripunctata (Peters, 1869)
- Gymnura crooki Fowler, 1934
- Gymnura hirundo (Lowe, 1843)
- Gymnura japonica (Temminck & Schlegel, 1850)
- Gymnura lessae Yokota & Carvalho, 2017
- Gymnura marmorata (Cooper, 1864)
- Gymnura micrura (Bloch & Schneider, 1801) - típusfaj
- Gymnura natalensis (Gilchrist & Thompson, 1911)
- Gymnura poecilura (Shaw, 1804)
- Gymnura sereti Yokota & Carvalho, 2017
- Gymnura tentaculata (Müller & Henle, 1841)
- Gymnura zonura (Bleeker, 1852) - korábban Aetoplatea zonurus néven volt ismert, és az Aetoplatea monotipikus nembe volt besorolva